# Nemessándorháza
Nemessándorháza község Zala vármegyében, a Zalaegerszegi járásban, a Zalai-dombságban, az Egerszeg–Letenyei-dombság területén. A településen polgárőrség működik.

## Fekvése
Zsáktelepülés a Zala vármegyére jellemző, észak-déli irányú völgyek egyikének keleti oldalán. Közúton csak a 73 227-es számú mellékúton érhető el, amely Búcsúszentlászló központjában ágazik ki a 7363-as útból.
Közigazgatási területe a belterületétől messze délkeleti irányban is elnyúlik, így lakatlan külterületeit egy rövid szakaszon érinti a Principális-völgyben húzódó 7362-es út is.

## Közélete

### Polgármesterei
- 1990–1994: Dr. Szabó Csaba (független)[4]
- 1994–1998: Dr. Szabó Csaba (független)[5]
- 1998–2002: Dr. Szabó Csaba (Fidesz)[6]
- 2002–2006: Dr. Szabó Csaba Kurszán (Fidesz)[7]
- 2006–2010: Dr. Szabó Csaba Kurszán (független)[8]
- 2010–2014: Dr. Szabó Csaba Kurszán (független)[9]
- 2014–2019: Antal Sándorné (független)[10]
- 2019–2024: Antal Sándorné (független)[11]
- 2024– : Antal Sándorné (független)[1]

## Népesség
A település népességének változása:
| Lakosok száma | 302  | 290  | 299  | 292  | 304  | 300  | 300  |
|               | 2013 | 2014 | 2015 | 2021 | 2022 | 2023 | 2024 |

A 2011-es népszámlálás idején a nemzetiségi megoszlás a következő volt: magyar 94,4%, német 3,4%. A lakosok 66,5%-a római katolikusnak, 0,98% reformátusnak, 4,3% felekezeten kívülinek vallotta magát (27,2% nem nyilatkozott).
2022-ben a lakosság 89,1%-a vallotta magát magyarnak, 8,6% németnek, 2% cigánynak, 0,3% ukránnak, 0,3% szlováknak, 0,3% horvátnak, 1,3% egyéb, nem hazai nemzetiségűnek (7,9% nem nyilatkozott; a kettős identitások miatt a végösszeg nagyobb lehet 100%-nál). Vallásuk szerint 52% volt római katolikus, 3% református, 1% egyéb keresztény, 1% egyéb katolikus, 8,2% felekezeten kívüli (34,9% nem válaszolt).

## Nevezetességei
Szent Család kápolna - www.nsh-kapolna.hu

## A település az irodalomban
- Érintőlegesen szerepel a település (Sándorháza néven) Bödőcs Tibor humorista első regényében, a zalai vidéki helyszínek sokaságát felvillantó Meg se kínáltak című kötetben (a 4. fejezetben).